# Honda Accord 7
Honda Accord 7 покоління для різних ринків випускалися зовсім різні машини, але тепер їх не три, як в шостому поколінні, а дві — «великий» для Америки, Сінгапуру, Китаю, Таїланду і, можливо, ще ряду країн і «маленький» — для Європи і Японії. Японський і Європейський Accord стали практично однаковими.
У Акорд сьомого покоління конструктори вклали весь чвертьвіковий досвід експлуатації всіх поколінь моделі. На сьогоднішній день Акорд випускається у Великій Британії, Канаді, Мексиці, США, Тайвані та, відповідно, в Японії.

## Серія CL7/8/9 для Європи та Японії

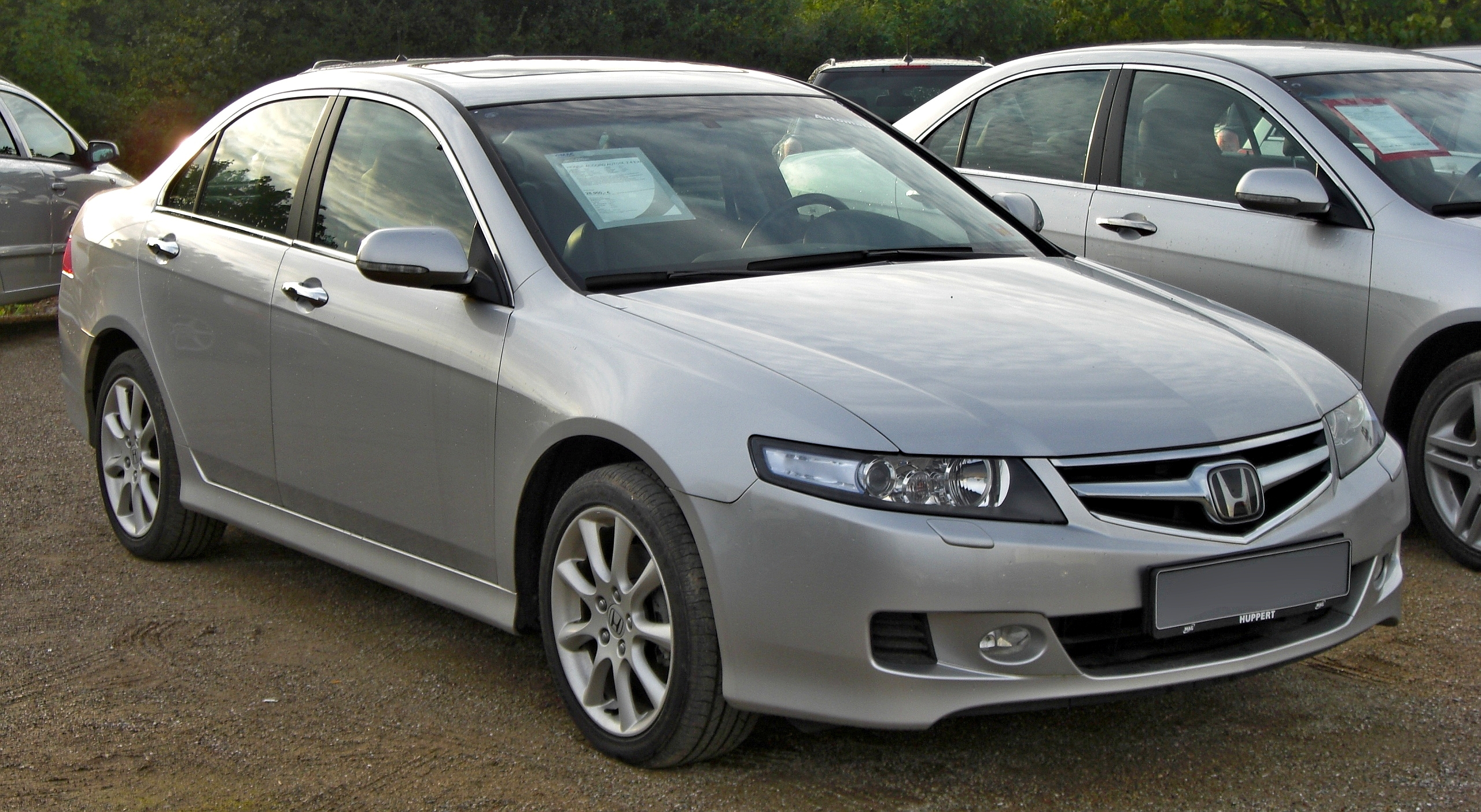
Honda Accord 7 (2005—2008) (Європа, Японія)

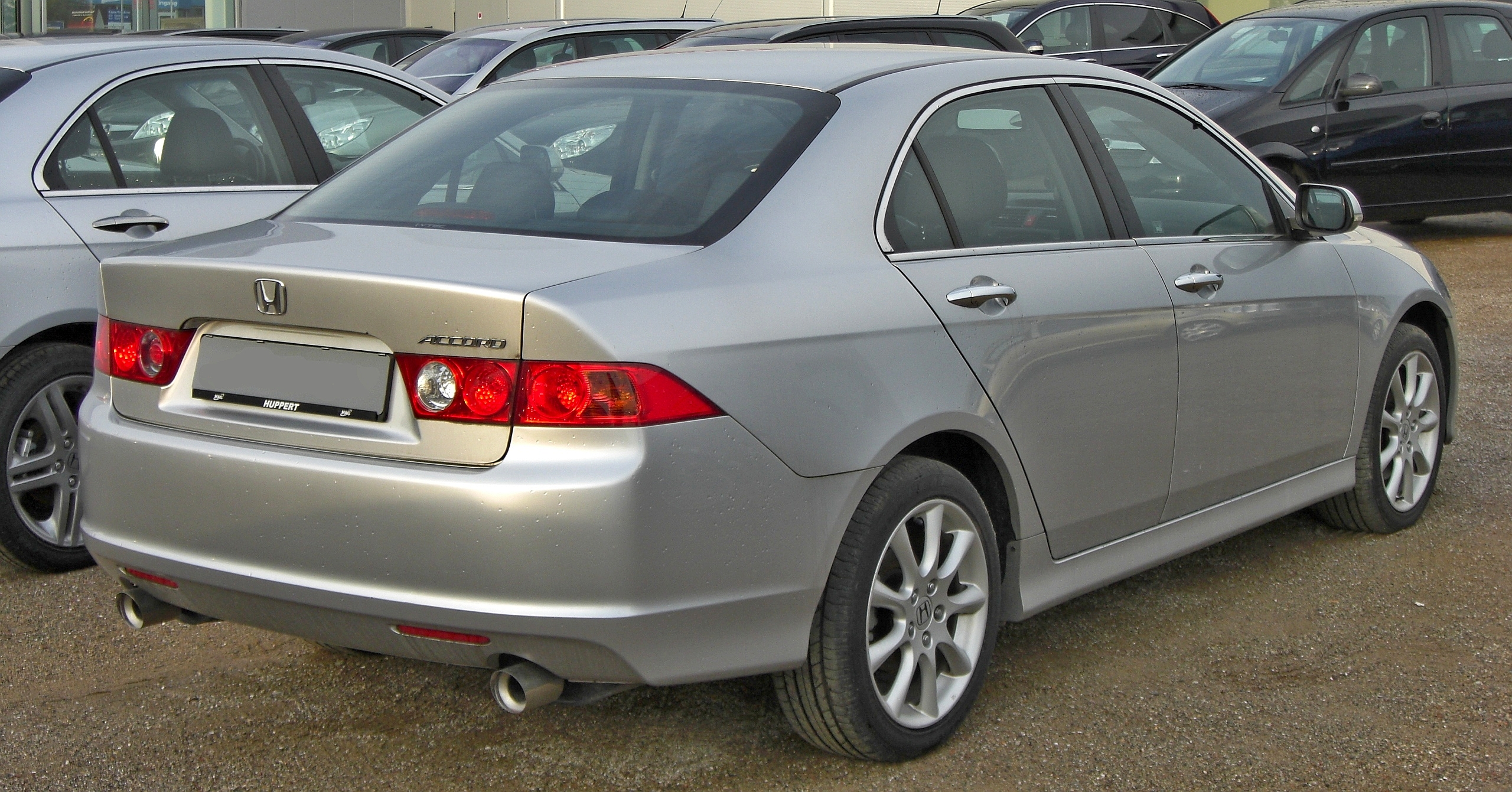
Honda Accord 7 (Європа, Японія)

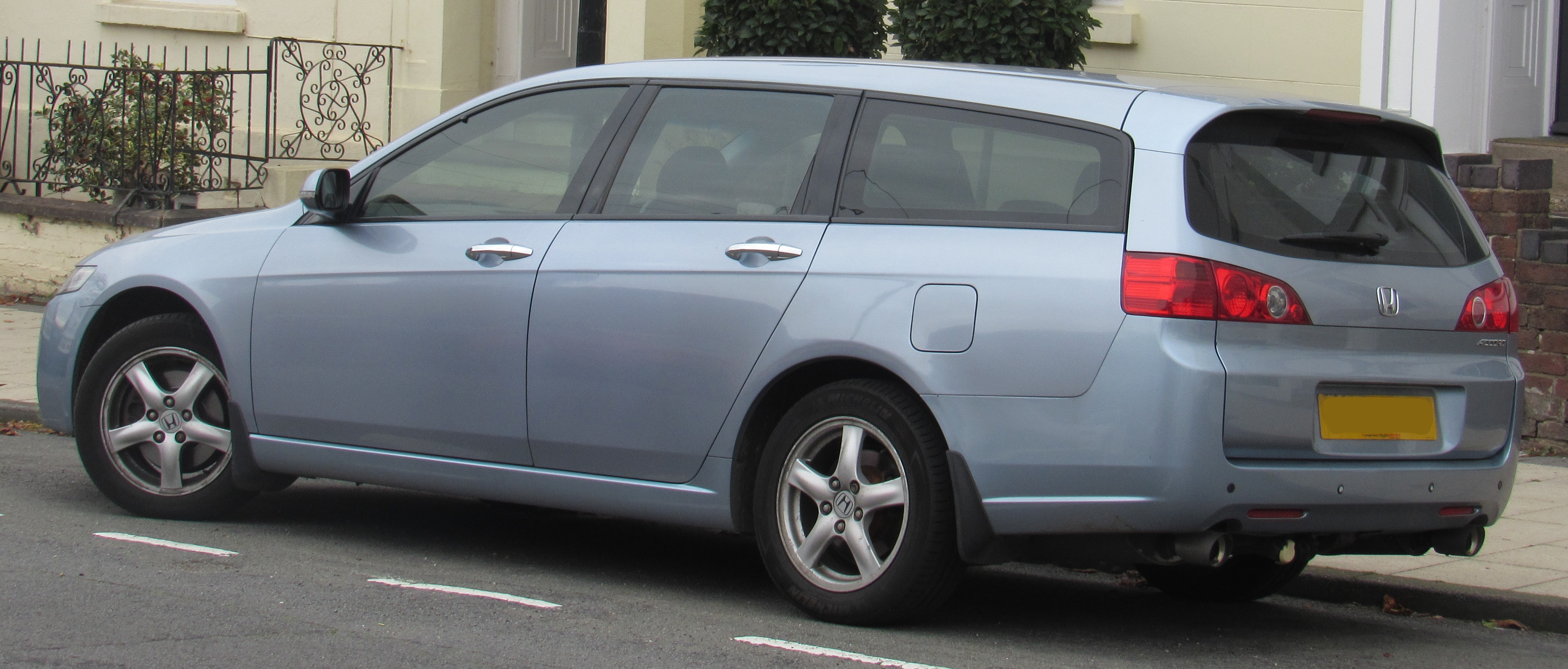
Honda Accord 7 Tourer (Європа, Японія)

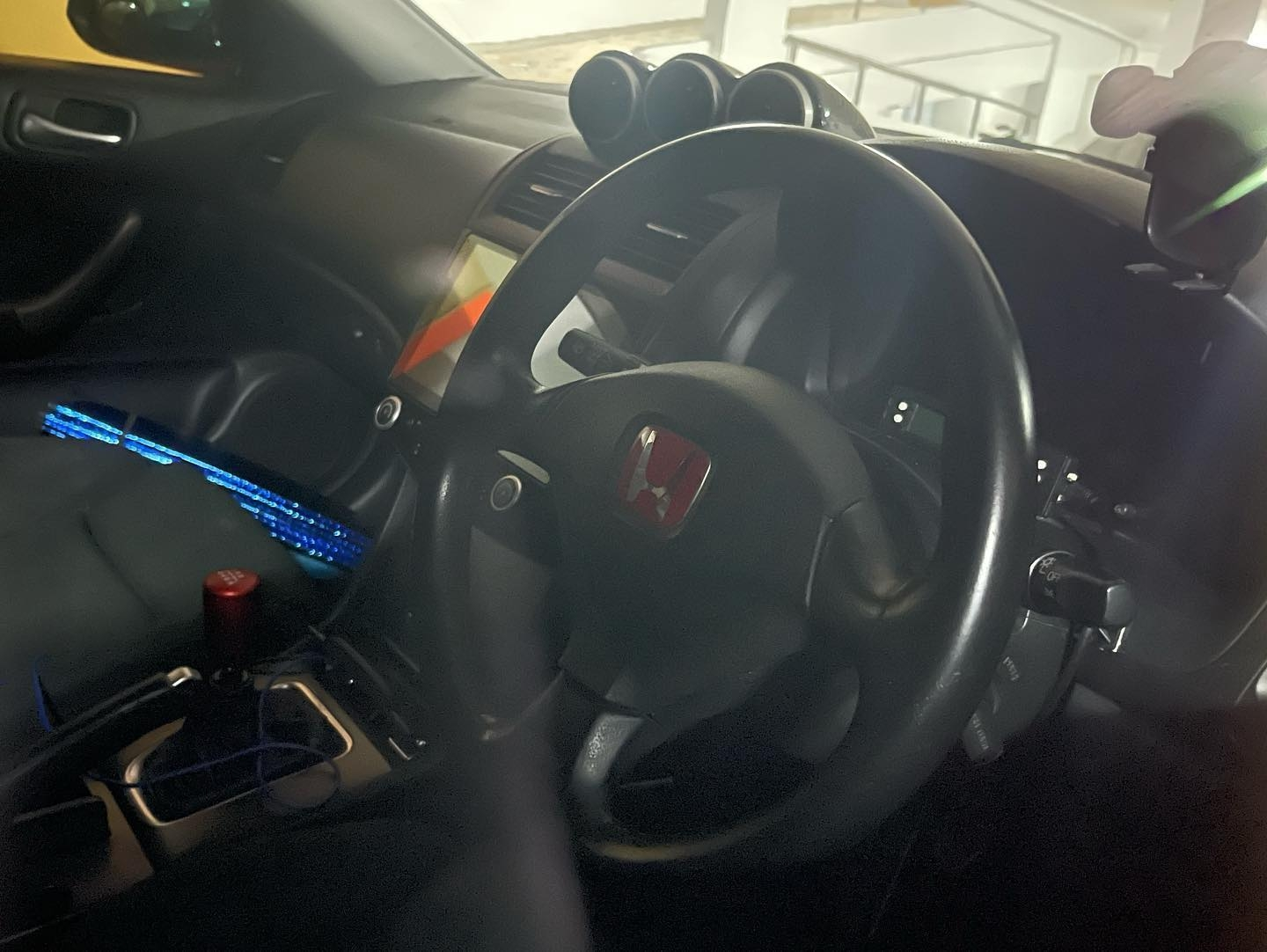
Дещо змінений салон

Дебют моделі в кузові седан відбувся в жовтні 2002 року, в травні 2003 був представлений Акорд з кузовом універсал, в грудні того ж року був представлений дизельний Акорд для західноєвропейського ринку.
У сьомому поколінні європейська Honda Accord отримала кузов CL-7, що відрізнявся досить яскравим екстер'єром, що позитивно вплинуло на продажі і допомогло зберегти стратегічне значення моделі в боротьбі компанії Хонда за світовий ринок. При цьому будь-яких конструктивних змін у конструкцію внесено не було — платформа та двигуни дісталися сьомому поколінню без особливих змін. Сьоме покоління поєднує в собі риси спортивного автомобіля, і практичність сімейного седана. Різниця між версіями для внутрішнього і на експорт була мінімальна, що пояснюється тим, що вимоги до сучасного сімейного седана стали універсальними у всьому світі. Базова версія Accord належала до сегмента «2-літрових седанів», а його топверсія пропонувалася і з більш потужним і тяговитим двигуном робочим об'ємом в 2,4 л. Accord сьомого покоління оснащувався системою зміни фаз газорозподілу i-VTEC.
Створюючи сьоме покоління Accord інженери компанії перейшли від традиційної конструкції підвісок на подвійних поперечних важелях для передніх і задніх коліс до більш складної і вдосконаленою підвісці коліс, що забезпечує особливу плавність їзди, точність і стійкість в управлінні, а також переваги в компонуванні. Оздоблення салону була виконана на досить високому рівні.
У сімейство входила також спортивна модифікація Euro R.
Новий седан і універсал (сьомого покоління) полюбилися багатьом. Хонда Акорд позиціонувався як сімейний автомобіль, але разом з тим модифікація Type S, натякає на те, що автомобіль не позбавлений спортивного запалу. Машина оснащувалася 2,0 (155 к.с.) літровим і 2,4 (190 к.с.) літровим бензиновим моторами, також був дизельний двигун об'ємом 2,2 (140 к.с.) літра. Автомобілі мали електропідсилювач керма.
Північноамериканським аналогом європейського Акорду є Acura TSX — з дещо зміненими оптикою, обробкою салону та іншої лінійкою двигунів. Варто відзначити, що для японського та європейського ринків пропонувалася повнопривідна версія Accord з кузовом універсал, також версія Euro-R з 2.0-літровим атмосферним 220-сильним двигуном.
Автомобіль був підданий рестайлінгу в жовтні 2005 року.
У 2007 році на честь 30-річчя моделі Акорд компанія Хонда випустила на європейський ринок версію Accord Special Edition, яка від стандартної відрізнялася ексклюзивним забарвленням «White Pherl» комплектацією і оформленням інтер'єру. Дана версія і стала останньою сторінкою в історії сьомого Акорду. «Сьомий» Акорд запам'ятався зміщенням акцентів у бік «преміум».

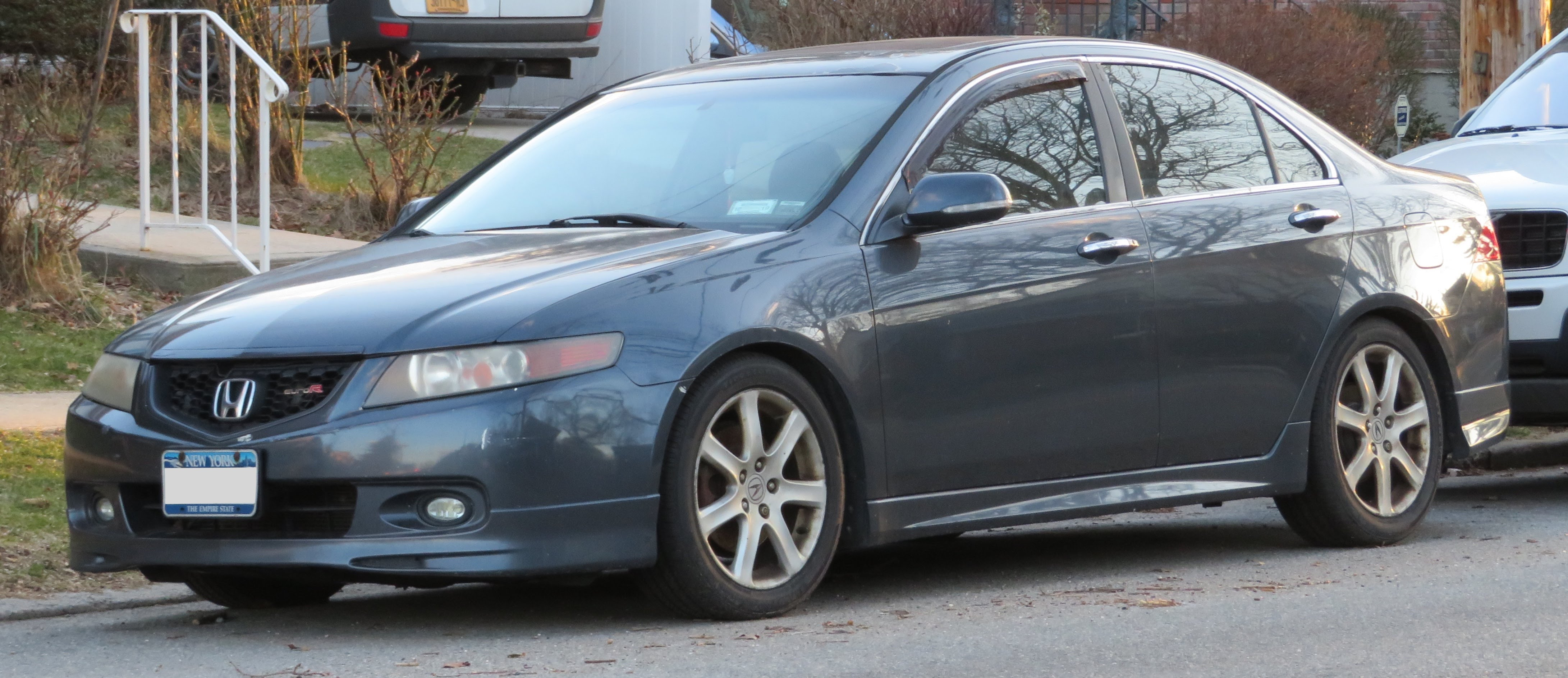
Honda Accord Euro R
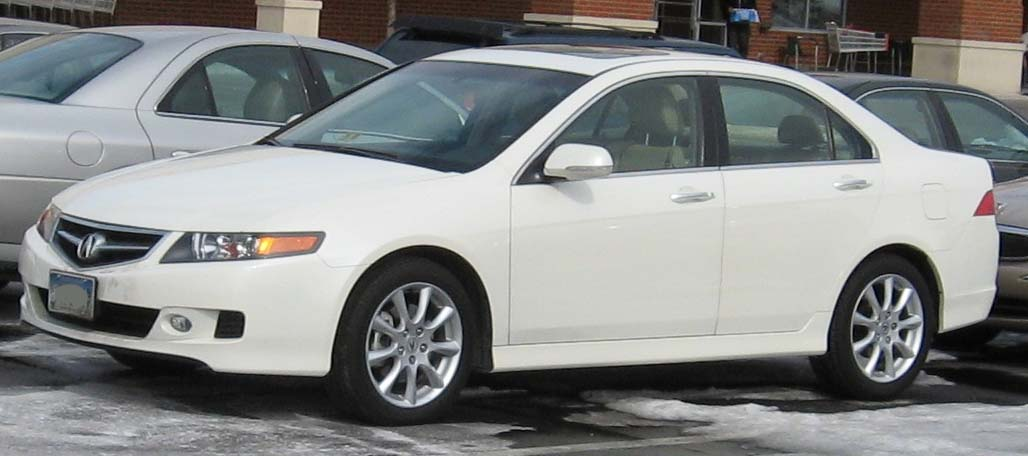
Acura TSX
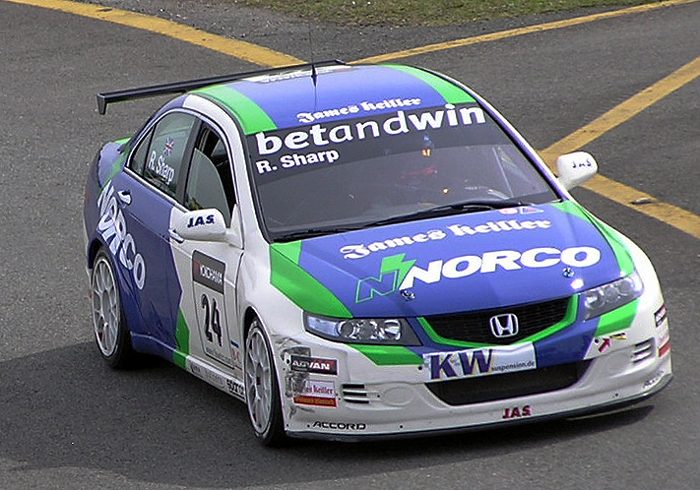
Honda Accord WTCC

## Серія UC для США

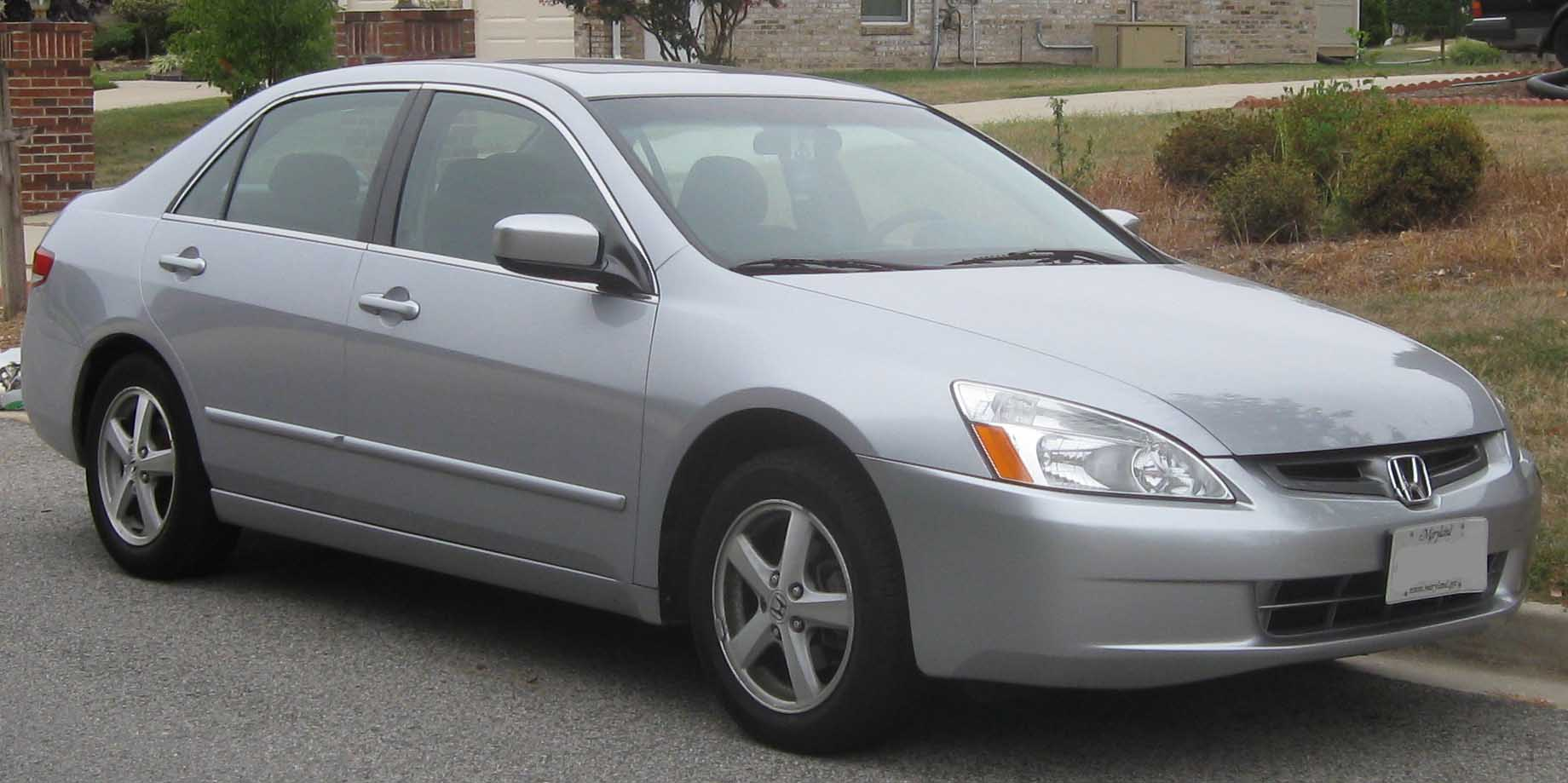
Honda Accord 7 (США)

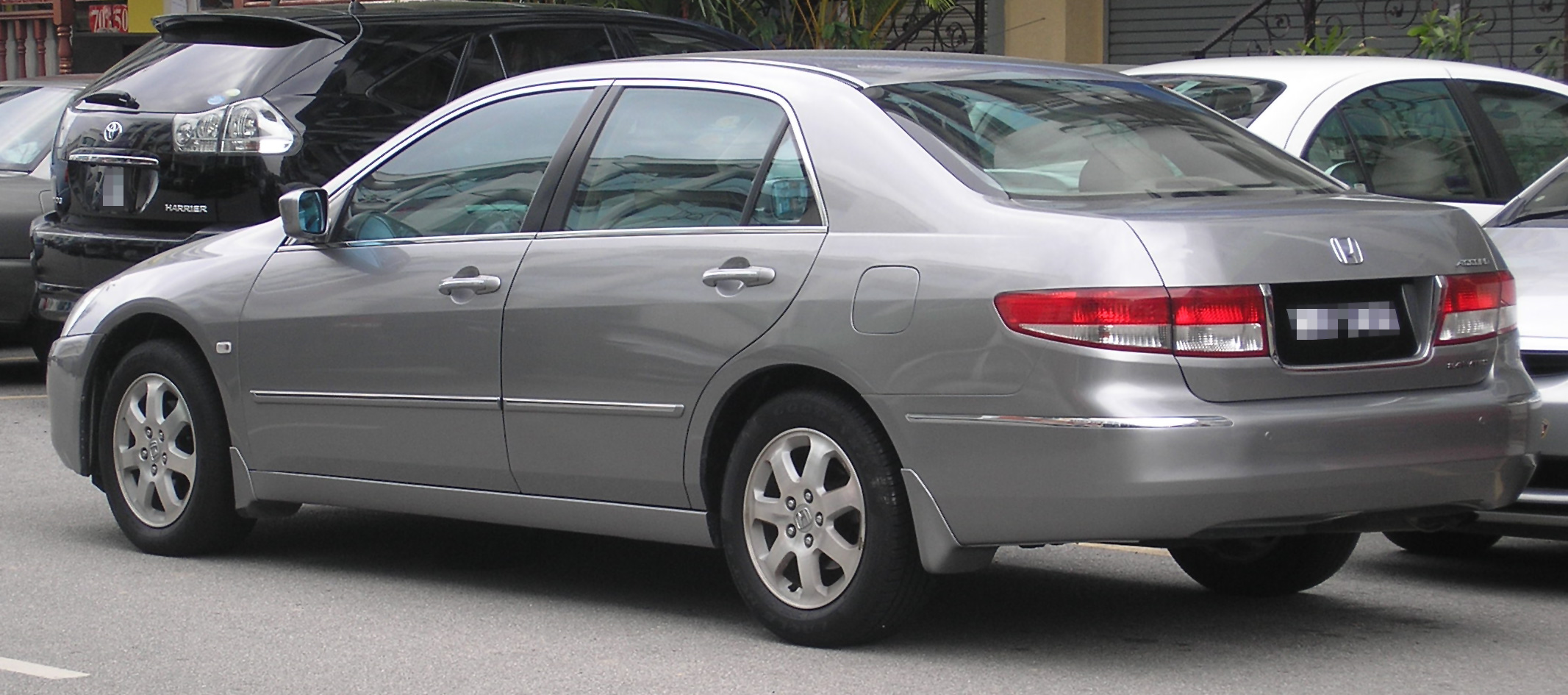
Honda Accord 7 (США) (2003—2005)

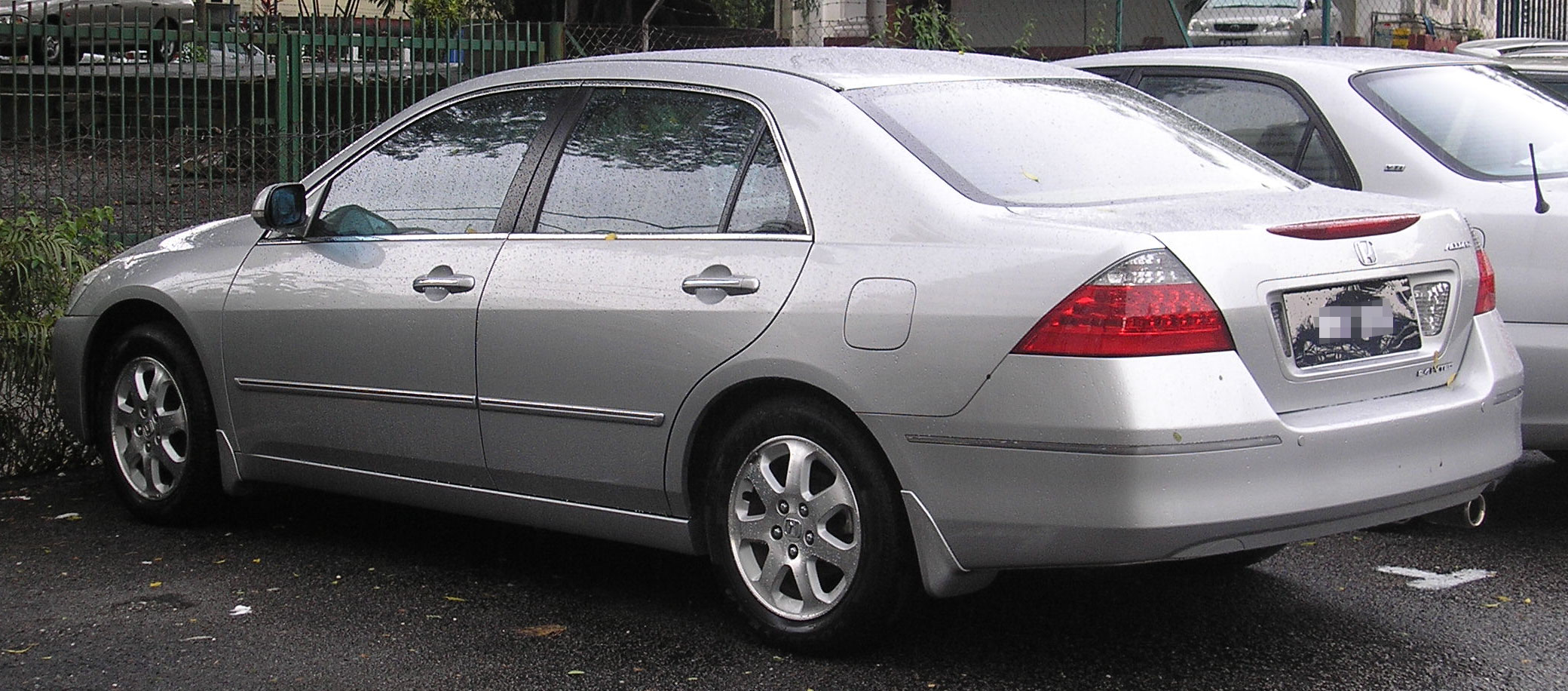
Honda Accord 7 (США) (2006—2008)

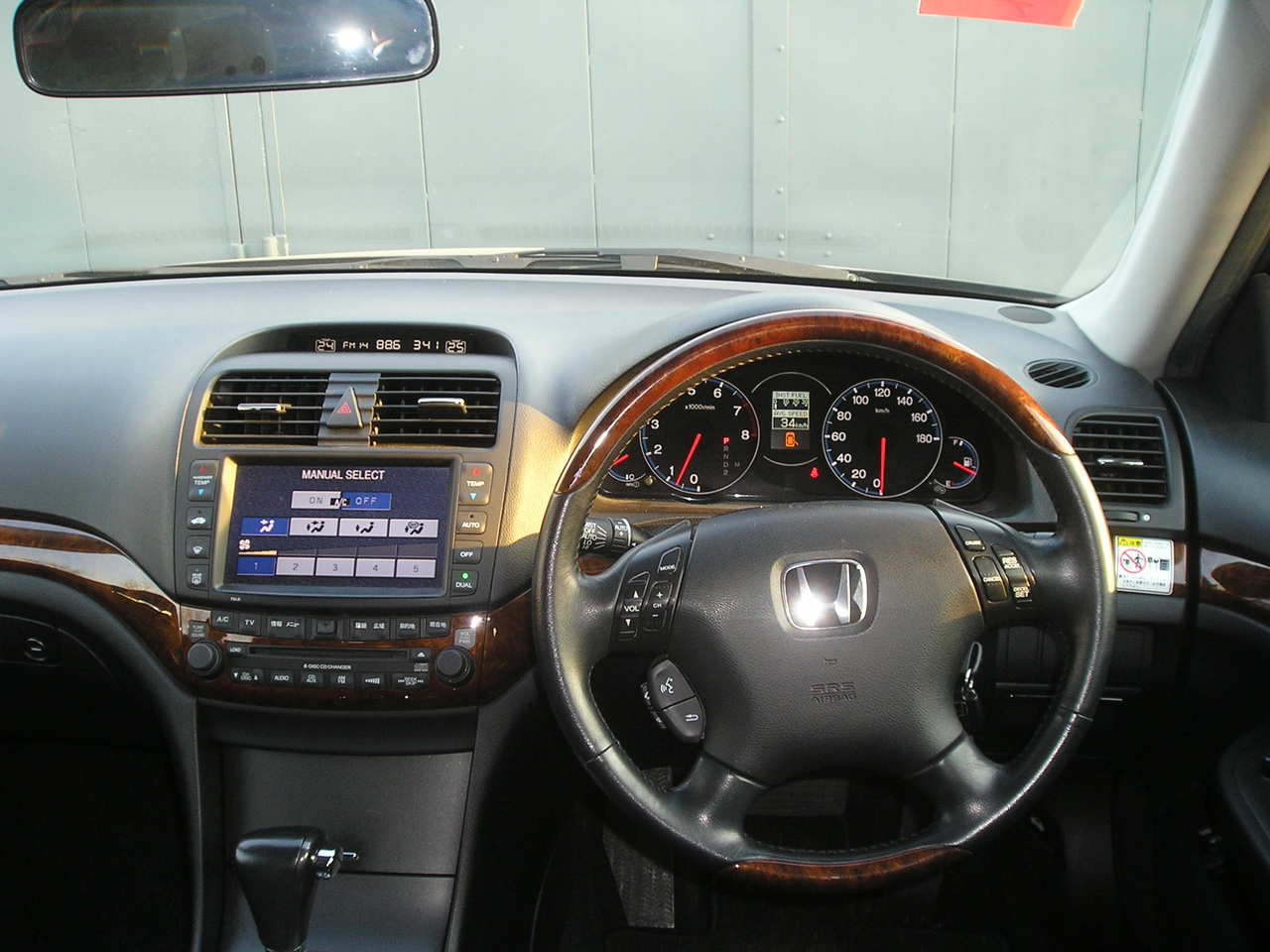

В січні 2002 року стартували продажі Аккорд сьомого покоління для ринку США (UC). Седан отримав зовсім інший кузов ніж в європейської моделі і дещо простіший салон. На деяких ринках ця модель називалась Honda Inspire. Пропонувалася і версія з кузовом купе.
Машина оснащувалася 2,4 л (160 к.с.) і 3.0 л V6 (240 к.с.) бензиновим двигунами. Особливістю двигунів 3.0 л V6, що належать до серії i-VTEC, стала можливість припинення роботи циліндрів одного ряду, в ході якої двигун працює всього на трьох циліндрах. Ця функція активізується при включеному круїз-контроль і відображається на приладовій панелі загоряється написом ECO.
На Акорд встановлювалася або п'ятиступінчаста МКПП або п'ятиступінчастий АКПП. З двигунами 3.0 л V6 була доступна тільки АКПП. Автомобілі випускалися з переднім приводом, з двоважільною незалежною підвіскою попереду і багатоважільною незалежною ззаду. Гальма дискові (спереду — вентильовані).
Автомобілі мали гідропідсилювач керма.
З листопада 2005 року пропонується оновлена модель, яку можна розрізнити по трикутних задніх фарах. На автомобілях з двигунами 3.0 л V6 з'явилися електронний контроль стійкості, АБС і система екстреного гальмування Brake Assist.
Деякі зміни відбулися і в салоні: змінено дизайн важеля КПП і керма. Зазнала зміни і система GPS, в яку вбудовано більш потужний процесор і збільшено обсяг пам'яті.
Двигуни стали потужніші, а також дебютувала модель 3.0 л V6 Hybrid.
Автомобілі з двигунами 3.0 л V6 стали комплектуватися шестиступінчастою МКПП.

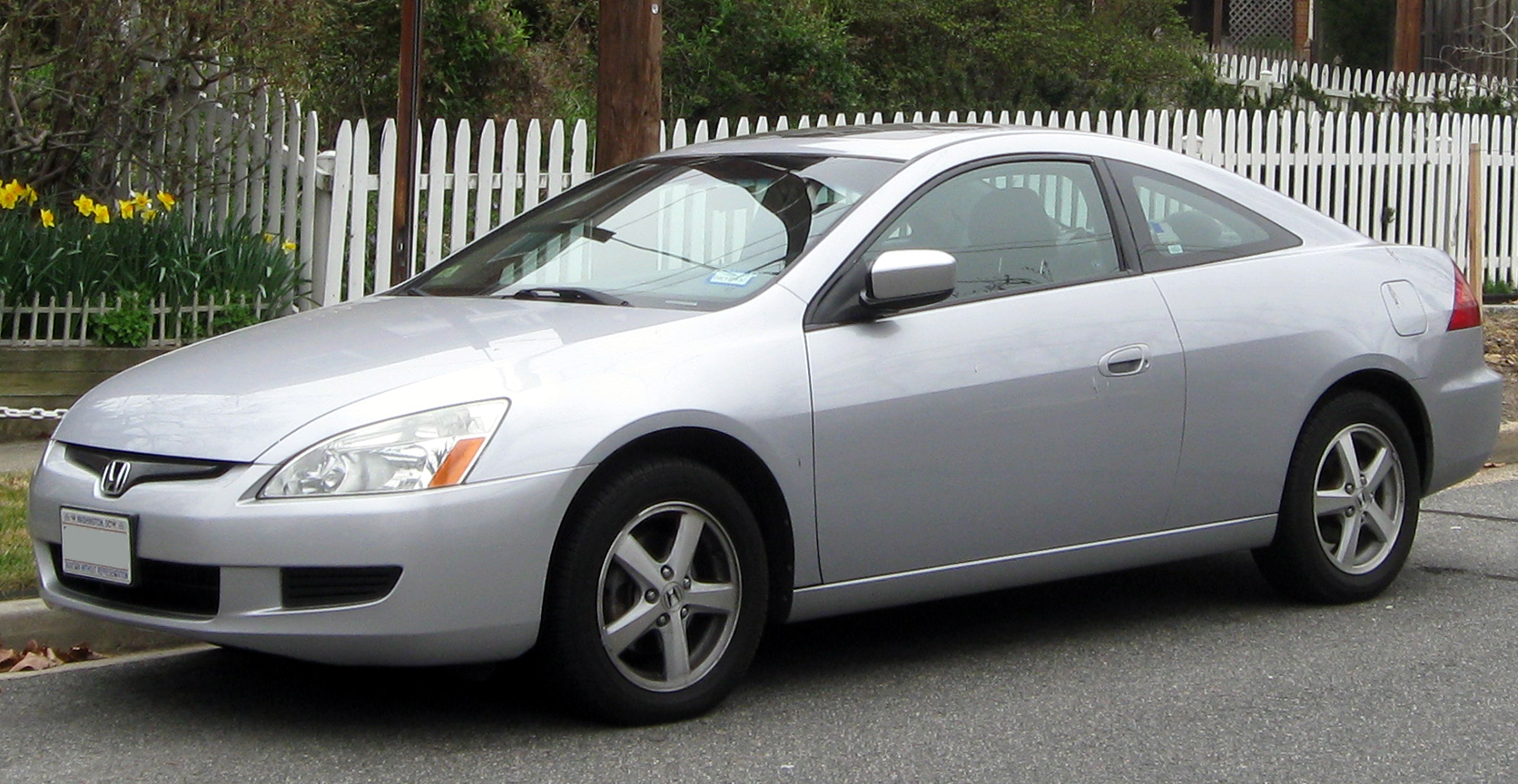
Honda Accord Coupe (США)
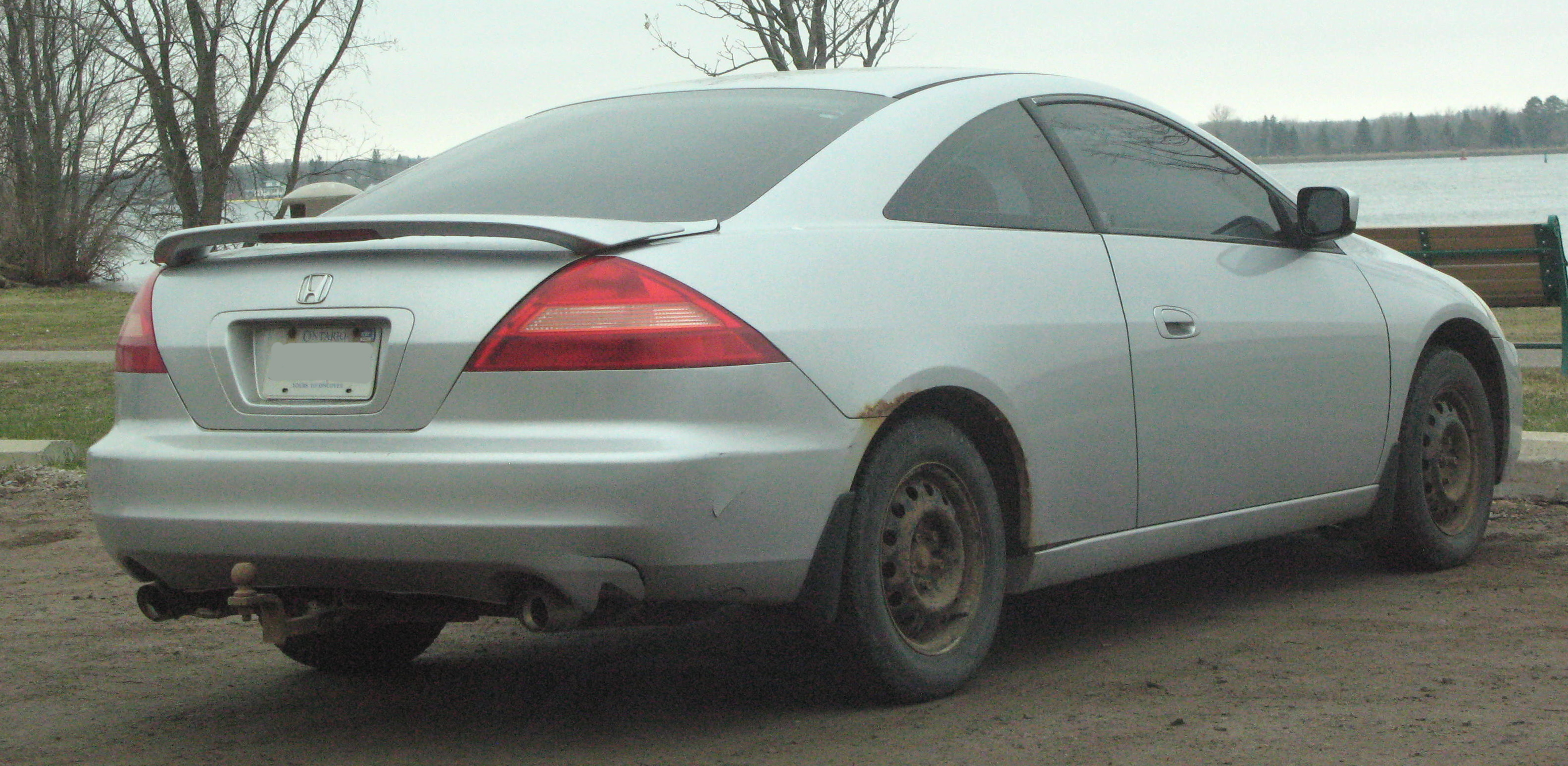
Honda Accord Coupe (США)

## Двигуни
Європейська версія (2002—2008)
| Двигун     | Об'єм [см³] | Тип двигуна | Потужність [к.с.] при об/хв | Крутний момент [Нм] при об/хв | Розгін 0-100 км/год [с] | Макс. швидкість [км/год] |            |            |            |
| Бензинові: | Бензинові:  | Бензинові:  | Бензинові:                  | Бензинові:                    | Бензинові:              | Бензинові:               | Бензинові: | Бензинові: | Бензинові: |
| ---------- | ----------- | ----------- | --------------------------- | ----------------------------- | ----------------------- | ------------------------ | ---------- | ---------- | ---------- |
| 2.0        | 1998        | I4          | 155                         | 190/4500                      | 9,1                     | 217                      |            |            |            |
| 2.4        | 2354        | I4          | 190                         | 220/4500                      | 7,9                     | 227                      |            |            |            |
| Дизельний: |             |             |                             |                               |                         |                          |            |            |            |
| 2.2 i-CTDi | 2204        | I4          | 140                         | 340/2000                      | 9,4                     | 210                      |            |            |            |

Всі моделі
| Модель     | Роки випуску | Код моделі | Кузов  | Об'єм    | Потужність кВт (к.с.) | Країна продажу                      | Код двигуна  |        |
| Бензин     | Бензин       | Бензин     | Бензин | Бензин   | Бензин                | Бензин                              | Бензин       | Бензин |
| ---------- | ------------ | ---------- | ------ | -------- | --------------------- | ----------------------------------- | ------------ | ------ |
| 2.0        | 2002–2008    | CL7        | седан  | 1998 см³ | 114 (155)             | Австралія, Європа, Kanada, США, ОАЕ | K20A4, K20A6 |        |
| 2.0        | 2002–2008    | CL7 Euro R | седан  | 1998 см³ | 162 (220)             | Японія                              | K20A         |        |
| 2.0 з 4х4  | 2002–2008    | CL8        | седан  | 1998 см³ | 112 (152)             | Японія                              | K20A6        |        |
| 2.4        | 2003–2008    | CL9        | седан  | 2354 см³ | 140 (190)             | Австралія, Європа, Kanada, США, ОАЕ | K24A, K24A3  |        |
| 2.0        | 2003–2008    | CM1        | Tourer | 1998 см³ | 114 (155)             | Європа                              | K20A6        |        |
| 2.4        | 2003–2008    | CM2        | Tourer | 2354 см³ | 140 (190)             | Європа                              | K24A, K24A3  |        |
| 2.4 з 4х4  | 2003–2008    | CM3        | Tourer | 2354 см³ | 140 (190)             | Японія                              | K24A         |        |
| 2.4        | 2002–2007    | CM7        | Coupé  | 2354 см³ | 118 (160)             | Канада, США                         | K24A         |        |
| 3.0 V6     | 2002–2007    | CM7        | Coupé  | 2997 см³ | 176 (240)             | Канада, США                         | J30A4        |        |
| Дизель     |              |            |        |          |                       |                                     |              |        |
| 2.2 i-CTDi | 2002–2008    | CN1        | седан  | 2204 см³ | 103 (140)             | Європа                              | N22A1        |        |
| 2.2 i-CTDi | 2003–2008    | CN2        | Tourer | 2204 см³ | 103 (140)             | Європа                              | N22A1        |        |